# سیارک ۱۰۹۹۱
سیارک ۱۰۹۹۱ (به انگلیسی: 10991 Dulov، نامگذاری:1974RY1) ده هزار و نهصد و نود و یکمین سیارک کشف شده‌است که در ۱۴ سپتامبر ۱۹۷۴ کشف شد.
قدر مطلق سیارک برابر ۱۷.۸ است.